# Eremostachys baburii
Eremostachys baburii là một loài thực vật có hoa trong họ Hoa môi. Loài này được Adylov mô tả khoa học đầu tiên năm 1984.